# Bertea
Bertea là một xã thuộc hạt Prahova, România. Dân số thời điểm năm 2002 là 3383 người.